# Ugab
L'Ugab est une rivière de Namibie.

## Géographie

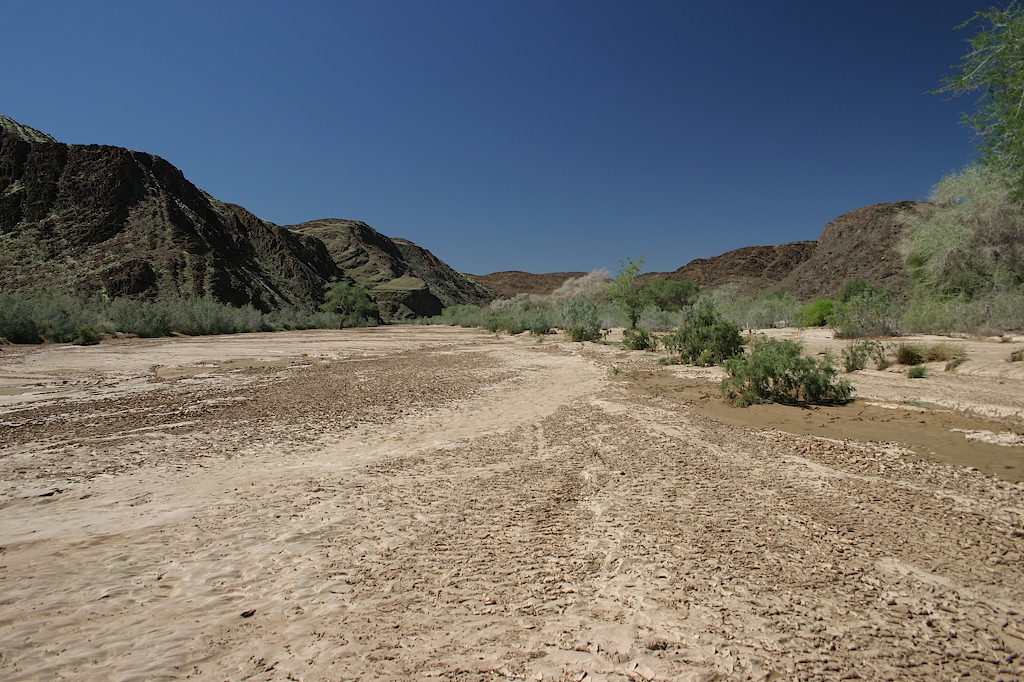
L'Ugab

L'Ugab forme une frontière entre la réserve de la Côte Ouest et traverse le parc national de Skeleton Coast. Avant d'atteindre la  côte des Squelettes, l'Ugab coule juste au nord de la montagne Brandberg, la plus haute montagne de Namibie).
L'Ugab est la seule rivière qui coule au-dessus de la surface de son lit de sable quelques jours par an, mais même durant la saison sèche. Ses eaux souterraines affleurent à la surface et forment comme des piscines, fournissant d'importantes ressources pour les espèces animales du Damaraland, dans le nord de la Namibie. Son débit est d'environ 20 millions de mètres cubes par an.
L'Ugab est une grande réserve souterraine d'eau, ce qui en fait l'une de principaux cours d'eau de Namibie. Elle mesure 450 km de long. Elle fournit de l'eau aux éléphants du désert - une espèce rare - ainsi qu'aux girafes, aux zèbres des montagnes et aux rhinocéros noirs sauvages. La vie sauvage de l'Ugab a été préservée afin de protéger l'avenir de ces espèces rares.